# Campionato italiano di hockey su ghiaccio 1993-1994
Il campionato italiano di hockey su ghiaccio 1993-94 inizia dopo la disputa dell'Alpenliga.

## Serie A

Il Milan, vincitore dell'edizione

### Formula
Anche in questa stagione, le squadre ricevono un bonus pari alla metà dei punti (arrotondati per difetto) conquistati nella manifestazione internazionale, l'Alpenliga. La formula prevede che venga giocata una sola andata e ritorno. Si qualificano ai play-off le prime otto. I quarti e le semifinali vengono giocate al meglio delle tre gare, mentre le finali al meglio delle cinque.

### Formazioni
Dopo un anno di assenza, ritorna nella massima serie il Milano Saima, con presidente Massimo Moretti. Con la creazione della Polisportiva Milan, che comprende le squadre di calcio, hockey, pallavolo, rugby e baseball, i Devils Milano cambiano invece nome e diventano Milan Hockey.

Da segnalare anche un nuovo debutto: quello del CourmAosta, vincitore della serie B1 l'anno precedente; le formazioni iscritte, così, diventano undici: Bolzano, Varese, Milan Hockey, Milano Saima, CourmAosta, Alleghe, Fassa, Gardena, Fiemme, Asiago e Brunico.
Il Bolzano, dopo quarant'anni, si trasferisce dal vecchio palaghiaccio al nuovo Palaonda che può contenere oltre 7.000 spettatori.

### Regular Season
Il Milano Saima si classifica davanti alla neopromossa CourmAosta - nonostante una peggiore differenza reti - grazie agli scontri diretti.

### Play-off
|  | Quarti di finale | Quarti di finale | Quarti di finale | Quarti di finale | Quarti di finale |  |  | Semifinali   | Semifinali   | Semifinali   | Semifinali | Semifinali |   |   | Finale       | Finale       | Finale | Finale | Finale | Finale | Finale |  |
|  |                  |                  |                  |                  |                  |  |  |              |              |              |            |            |   |   |              |              |        |        |        |        |        |  |
|  | Milan Hockey     | Milan Hockey     | Milan Hockey     | 11               | 6                |  |  |              |              |              |            |            |   |   |              |              |        |        |        |        |        |  |
|  | Gardena          | Gardena          | Gardena          | 1                | 2                |  |  | Milan Hockey | Milan Hockey | Milan Hockey | 11         | 3          |   |   |              |              |        |        |        |        |        |  |
|  | Milano Saima     | Milano Saima     | Milano Saima     | 4                | 3                |  |  | CourmAosta   | CourmAosta   | CourmAosta   | 1          | 2          |   |   |              |              |        |        |        |        |        |  |
|  | CourmAosta       | CourmAosta       | CourmAosta       | 5                | 7                |  |  |              |              |              |            |            |   |   | Milan Hockey | Milan Hockey | 4      | 7      | 4      | 8      | 5      |  |
|  | 2                | Bolzano          | Bolzano          | 7                | 8                |  |  |              |              | Bolzano      | Bolzano    | 5†         | 4 | 5 | 3            | 3            |        |        |        |        |        |  |
|  | 7                | Fassa Falcons    | Fassa Falcons    | 2                | 5                |  |  | Bolzano      | Bolzano      | Bolzano      | 7          | 10         |   |   |              |              |        |        |        |        |        |  |
|  | 3                | Varese           | 2                | 0                | 3†               |  |  | Varese       | Varese       | Varese       | 3          | 3          |   |   |              |              |        |        |        |        |        |  |
|  | 6                | Alleghe          | 1                | 4                | 2                |  |  |              |              |              |            |            |   |   |              |              |        |        |        |        |        |  |

†: partita terminata ai tempi supplementari; ‡: partita terminata ai tiri di rigore
Si ripete la finale dell'anno precedente: la serie inizia con la vittoria ai supplementari del Bolzano (5-4), ma i rossoneri in gara-2 riportano la serie in parità vincendo per 7-4. In gara-3, Bolzano s'impone ancora con lo stesso risultato di gara-1 (5-4). Il fattore campo salta anche in gara-4 e il Milan vince per 8-5.

L'ultima gara vede prevalere per 5-3 il Milan, che si riconferma per il terzo anno consecutivo, Campione d'Italia.
 L'Associazione Sportiva Milan Hockey vince il suo terzo scudetto.

Formazione Campione d'Italia: Paul Beraldo - Mario Brunetta - Bruno Campese - Mario Brian Chitarroni - Anthony Circelli - Michael De Angelis - Mario De Benedictis - Frank Di Muzio - Shawn Evans - Dmitri Frolov - Anthony Iob - Emilio Iovio - Gaetano Orlando - Christian Pouget - Frantisek Prochazka - Roland Ramoser - Lawrence Rucchin - Lucio Topatigh - Marco Vaccani - John Vecchiarelli - Christophe Ville - Giovanni Volante - Ivano Zanatta.

Allenatore: Dan Hober.

#### Finale 3º/4º posto
|  | Finale 3º/4º posto |            |            |   |   |  |
|  |                    |            |            |   |   |  |
|  | Varese             | Varese     | Varese     | 2 | 5 |  |
|  | CourmAosta         | CourmAosta | CourmAosta | 6 | 9 |  |

Il terzo posto è aggiudicato dalla rivelazione del torneo: il Courmaosta, neopromossa, che batte Varese in due gare.

### Classifica finale
| Pos. | Squadra         |
| ---- | --------------- |
| 1    | Milan Hockey    |
| 2    | Bolzano         |
| 3    | CourmAosta      |
| 4    | Varese          |
| 5    | Milano Saima    |
| 6    | Alleghe         |
| 7    | Fassa Falcons   |
| 8    | Gherdëina       |
| 9    | Fiemme          |
| 10   | Asiago          |
| 11   | Bruneck-Brunico |

### Marcatori
La testa della classifica dei cannonieri è conquistata da Gates Orlando del Milan con 78 punti (24 gol e 54 assist), seguito da Bruno Zarrillo (Bolzano, 72 p.ti, 40 + 32), Sergei Vostrikov (Bolzano, 64 p.ti, 31 + 33), Lucio Topatigh (Milan, 61 p.ti, 34 + 27) e Igor Maslennikov (Bolzano, 59 p.ti, 23 + 36).

## Serie B

### Serie B1

#### Prima fase
Classifica finale dopo un doppio girone di andata e ritorno. Lo Zoldo termina davanti al Selva di Val Gardena per gli scontri diretti, nonostante una peggior differenza reti.

#### Playoff promozione
Serie giocate al meglio delle 5 gare.
|  | Quarti di finale | Quarti di finale | Quarti di finale | Quarti di finale | Quarti di finale | Quarti di finale | Quarti di finale |  |  | Semifinali   | Semifinali   | Semifinali   | Semifinali   | Semifinali   | Semifinali | Semifinali |   |   | Finale  | Finale  | Finale  | Finale | Finale | Finale | Finale |  |
|  |                  |                  |                  |                  |                  |                  |                  |  |  |              |              |              |              |              |            |            |   |   |         |         |         |        |        |        |        |  |
|  | Cortina          | Cortina          | Cortina          | Cortina          | 3                | 7                | 4                |  |  |              |              |              |              |              |            |            |   |   |         |         |         |        |        |        |        |  |
|  | Eppan-Appiano    | Eppan-Appiano    | Eppan-Appiano    | Eppan-Appiano    | 2                | 6                | 3                |  |  | Cortina      | Cortina      | 6            | 3            | 10           | 1          | 4          |   |   |         |         |         |        |        |        |        |  |
|  | Zoldo            | Zoldo            | Zoldo            | Zoldo            | 9                | 5                | 6                |  |  | Zoldo        | Zoldo        | 2            | 7            | 1            | 8          | 3          |   |   |         |         |         |        |        |        |        |  |
|  | Selva            | Selva            | Selva            | Selva            | 1                | 4                | 3                |  |  |              |              |              |              |              |            |            |   |   | Cortina | Cortina | Cortina | 5      | 0      | 7      | 3      |  |
|  | 2                | Como             | Como             | 0                | 3                | 5                | 6                |  |  |              |              | Ritten-Renon | Ritten-Renon | Ritten-Renon | 1          | 1          | 4 | 1 |         |         |         |        |        |        |        |  |
|  | 7                | Merano           | Merano           | 3                | 2                | 4                | 3                |  |  | Como         | Como         | 4            | 3            | 5            | 2          | 3          |   |   |         |         |         |        |        |        |        |  |
|  | 3                | Ritten-Renon     | Ritten-Renon     | 3                | 3                | 6                | 4                |  |  | Ritten-Renon | Ritten-Renon | 3            | 4            | 3            | 5          | 4          |   |   |         |         |         |        |        |        |        |  |
|  | 6                | Feltreghiaccio   | Feltreghiaccio   | 2                | 4                | 1                | 3                |  |  |              |              |              |              |              |            |            |   |   |         |         |         |        |        |        |        |  |

Il Cortina (che tra l'altro disputa come l'anno scorso il derbyssimo con lo Zoldo in semifinale, questa volta deciso solo dopo 5 gare) batte il Renon in finale e ritorna in serie A.